# Kalyta
Kalyta (ukrainisch Калита; russisch Калита Kalita) ist eine Siedlung städtischen Typs im Nordosten der ukrainischen Oblast Kiew mit etwa 4700 Einwohnern (2019).

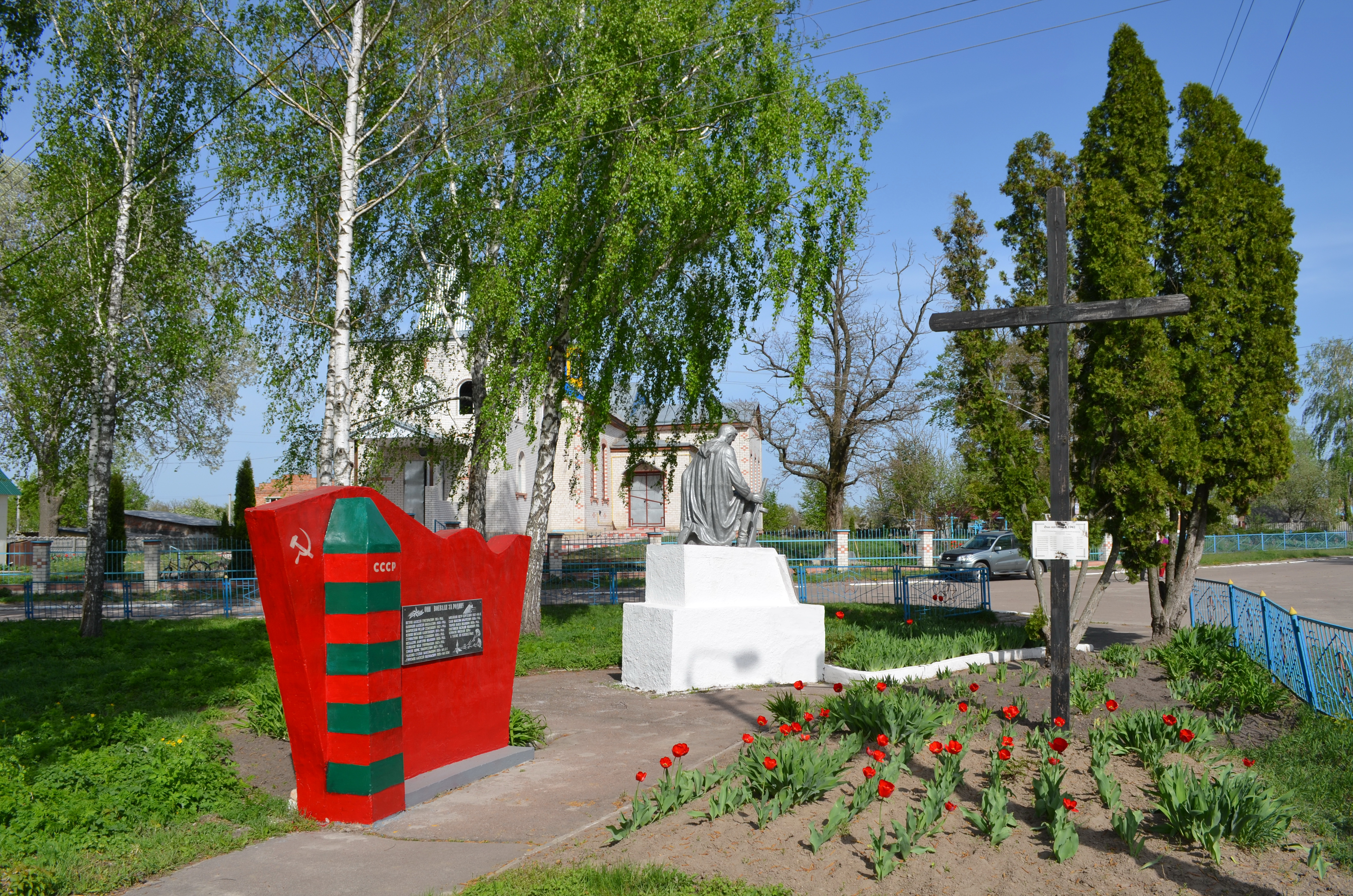
Denkmal im Ort

Kalyta liegt im Rajon Browary unweit östlich der Fernstraße M 01/E 95 34 km nordöstlich vom Rajonzentrum Browary und 57 km nordöstlich des Stadtzentrums von Kiew, im Norden grenzt die Siedlung an die Oblast Tschernihiw.
Kalyta wurde 1600 gegründet und besitzt seit 1973 den Status einer Siedlung städtischen Typs.

## Verwaltungsgliederung
Am 18. August 2015 wurde die Siedlung zum Zentrum der neugegründeten Siedlungsgemeinde Kalyta (Калитянська селищна громада/Kalyniwska selyschtschna hromada). Zu dieser zählen auch die 5 in der untenstehenden Tabelle aufgelisteten Dörfer, bis dahin bildete sie zusammen mit dem Dorf Opanasiw die gleichnamige Siedlungsratsgemeinde Kalyta (Калитянська селищна рада/Kalyniwska selyschtschna rada) im Norden des Rajons Browary.
Folgende Orte sind neben dem Hauptort Kalyta Teil der Gemeinde:
| Name                     | Name       | Name                   |
| ukrainisch transkribiert | ukrainisch | russisch               |
| ------------------------ | ---------- | ---------------------- |
| Berwyzja                 | Бервиця    | Бервица (Berwiza)      |
| Mokrez                   | Мокрець    | Мокрец                 |
| Opanassiw                | Опанасів   | Опанасов (Opanassow)   |
| Saworytschi              | Заворичі   | Заворичи (Saworitschi) |
| Semypolky                | Семиполки  | Семиполки (Semipolki)  |